# Ramblin' Jack Elliott
Ramblin' Jack Elliott, nacido Elliot Charles Adnopoz (Brooklyn, Nueva York, 1 de agosto de 1932), es un músico y cantante estadounidense de música folk.

## Biografía
Elliot Charles Adnopoz nació en Brooklyn, Nueva York, dentro de una familia judía en 1931. Acudió a la Midwood High School de Brooklyn y se graduó en 1949. Elliott creció influido por los rodeos del Madison Square Garden, y en un principio quiso ser un vaquero. Alentado en su lugar para convertirse en ejemplo de su padre y ser cirujano, Elliott se rebeló, huyó de su casa con quince años y se unió al rodeo del Coronel Jim Eskew, el único rodeo al este de Misisipi. Ambos viajaron a través de estados del Atlántico y por Nueva Inglaterra. Estuvo con Eskew solo tres meses antes de que sus padres lo localizaran y lo enviaran de nuevo a casa, pero Elliott conoció al primer vaquero cantante, Brahmer Rogers, un payaso de rodeo que tocaba la guitarra y el banjo de cinco cuerdas, cantaba canciones y recitaba poesía. De vuelta a casa, Elliott comenzó a tocar la guitarra y empezó a tocar en la calle para ganarse la vida. De forma eventual conoció a Woody Guthrie, con quien comenzó a tratar como admirador y alumno.
Con Derroll Adams realizó una gira por el Reino Unido y Europa. Para 1960, ya había grabado tres álbumes de folk para la compañía discográfica británica Topic Records. En Londres, tocó en pequeños clubes y pubes y en los cabarets del West End de noche. Cuando volvió a América, Elliott descubrió que se había hecho famoso en la escena folk neoyorquina.

## Discografía
Álbumes de estudio
- 1955: Woody Guthrie's Blues
- 1957: Jack Elliot Sings
- 1958: Jack Takes the Floor
- 1958: Ramblin' Jack Elliott in London
- 1960: Ramblin' Jack Elliott Sings Songs by Woody Guthrie and Jimmie Rodgers
- 1960: Jack Elliott Sings the Songs of Woody Guthrie
- 1961: Songs to Grow On by Woody Guthrie, Sung by Jack Elliott
- 1961: Ramblin' Jack Elliott
- 1962: Country Style
- 1964: Jack Elliott
- 1968: Young Brigham
- 1970: Bull Durham Sacks & Railroad Track
- 1981: Kerouac's Last Dream
- 1995: South Coast
- 1998: Friends of Mine
- 1999: The Long Ride
- 2006: I Stand Alone
- 2009: A Stranger Here

En directo
- 1962: Jack Elliott at the Second Fret

Con Derroll Adams
- 1957: The Rambling Boys
- 1963: Roll On Buddy
- 1969: Folkland Songs
- 1969: Riding in Folkland
- 1975: America

Recopilatorios
- 1963: Talking Woody Guthrie
- 1964: Muleskinner
- 1976: The Essential Ramblin' Jack Elliott
- 1989: Hard Travelin'
- 1989: Talking Dust Bowl: The Best of Ramblin' Jack Elliott
- 1990: Ramblin' Jack Elliott, Spider John Koerner, U. Utah Phillips: Legends of Folk
- 1990: Jack Elliott Plus / Jack Elliott
- 1995: Me and Bobby McGee
- 1995: Jack Elliott: Ramblin' Jack, The Legendary Topic Masters
- 1999: Ramblin' Jack Elliott: Early Sessions
- 2000: Best of the Vanguard Years
- 2004: The Lost Topic Tapes: Cowes Harbour 1957
- 2004: The Lost Topic Tapes: Isle of Wight 1957
- 2007: Vanguard Visionaries